# Sarah Lelouch
Pour les articles homonymes, voir Lelouch.
Sarah Lelouch, née le 7 juin 1976 à Neuilly-sur-Seine dans les Hauts-de-Seine, est une productrice et réalisatrice française de documentaires, de fictions, et d'émissions, ex journaliste et animatrice de télévision.

## Biographie

### Formation
Fille du réalisateur Claude Lelouch et du mannequin Gunilla Friden, Sarah Lelouch apparaît à l'âge de dix ans dans le film Un homme et une femme : Vingt ans déjà,. Elle fait des études en communication et médias à Sorbonne Nouvelle - Paris 3 et deux ans après à Los Angeles à l'UCLA,. Elle est diplômée d'une maîtrise en communication,, et, en 1999, d'un diplôme des Humanités européennes.

### Carrière
En 1994, à l'âge de 18 ans, après le baccalauréat, elle commence sa carrière de journaliste à la radio, en parallèle de ses études. En 1995, elle intègre la rédaction de Capital à M6, où elle réalise ses premiers reportages,,.
En 1996, elle devient chroniqueuse sur Chérie FM.
En 1999, elle est engagée par Éléphant & Cie, société d'Emmanuel Chain, et fait alors des reportages pour l'émission Unisexe, présentée par Flavie Flament et Fred Musa. L'année suivante, elle fait ses débuts de présentatrice dans l'émission Portrait diffusée sur RFMTV.
En 2002, elle devient animatrice sur Fort Boyard. Parallèlement, elle anime Dans La Lumière ou Les rois du rire.
En 2003, elle présente Comme au cinéma.
En 2005, elle fonde avec Fred Musa Watch'Us, une société de productions dédiée aux documentaires et programmes télévisés, annonçant vouloir « aborder des sujets pas faciles d'accès ». Elle traite généralement des thèmes cinéma ou musique. Elle produit notamment les premières émissions de rap ayant été programmées sur le service public,. 
En 2006, elle remplace Ness comme animatrice de Top of the Pops,. En 2008, toujours sur France 2, elle présente C'est chic, c'est Cannes. En 2007, elle présente One man sauvage.
En 2009, elle s'oriente vers les thèmes de la diversité et des cultures urbaines. Elle crée alors la série La Cuisine de nos voisins, qu'elle produit, réalise, et présente, et qui est diffusée hebdomadairement sur Cuisine.tv. Elle montre la préparation de repas en se rendant dans des familles de diverses communautés : hongroises, sénégalaises, japonaises, etc.,.
En 2016, Sarah écrit, réalise et produit son premier court-métrage C'est du Caviar.
En 2017, Sarah Lelouch produit et met en scène la pièce de théâtre Merci pour le bruit,.
En 2021, Sarah Lelouch fonde la Diversité du Cinema Français (LaDCF), sa deuxième société de productions. LaDCF offre, grâce au Web3 et à la blockchain, une nouvelle source de financement à l'industrie du cinéma en proposant au grand public de participer à la création et à la production d'un film, via une cryptomonnaie lancée en 2022 et nommée Klapcoin,.

### Vie privée
Avec Jean-David Blanc, co-fondateur d'Allociné et de Molotov, elle a eu une fille en 1998, Rebecca Blanc‑Lelouch, une journaliste.
Elle a été en couple avec l'animateur de radio Fred Musa avec qui elle a également eu une fille, Noa, née en 2007,.
Elle a été mariée au compositeur-interprète David Gategno de 2013 à 2015.